# グランド・オダリスク
グランド・オダリスク（Grande Odalisque）は、ドミニク・アングルの1814年の油彩画である。オダリスクを主題としている。
この作品は初公開時に、特に主題の人物のプロポーションが細すぎ、解剖学的に異常であるとして酷評された。1899年にパリのルーヴル美術館が購入し、それ以来、同館が保有している。
ラ・グランド・オダリスク（La Grande Odalisque）やアン・オダリスク（Une Odalisque）ともいう。

## 歴史

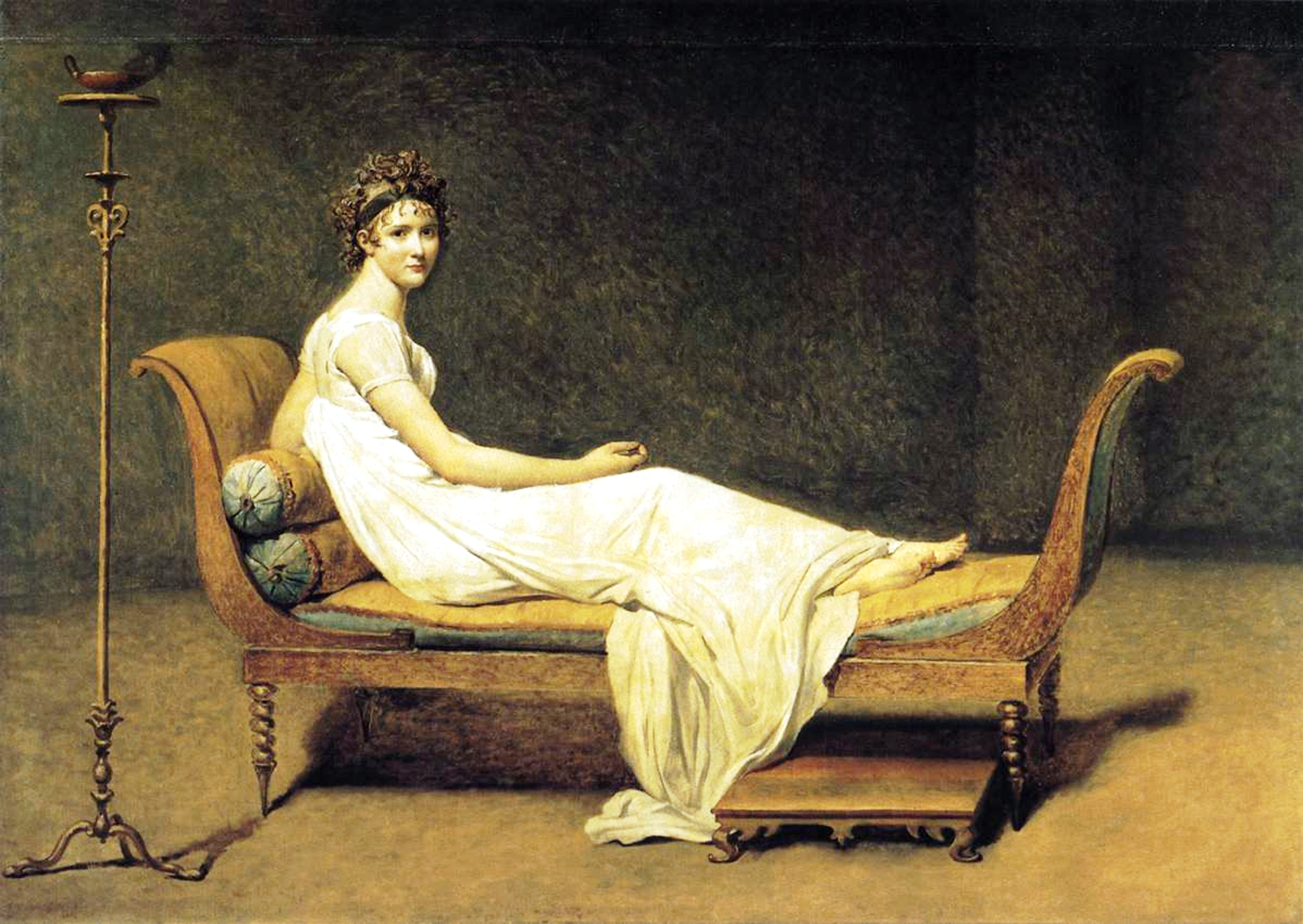
『レカミエ夫人の肖像』（1800年、ジャック＝ルイ・ダヴィッド）

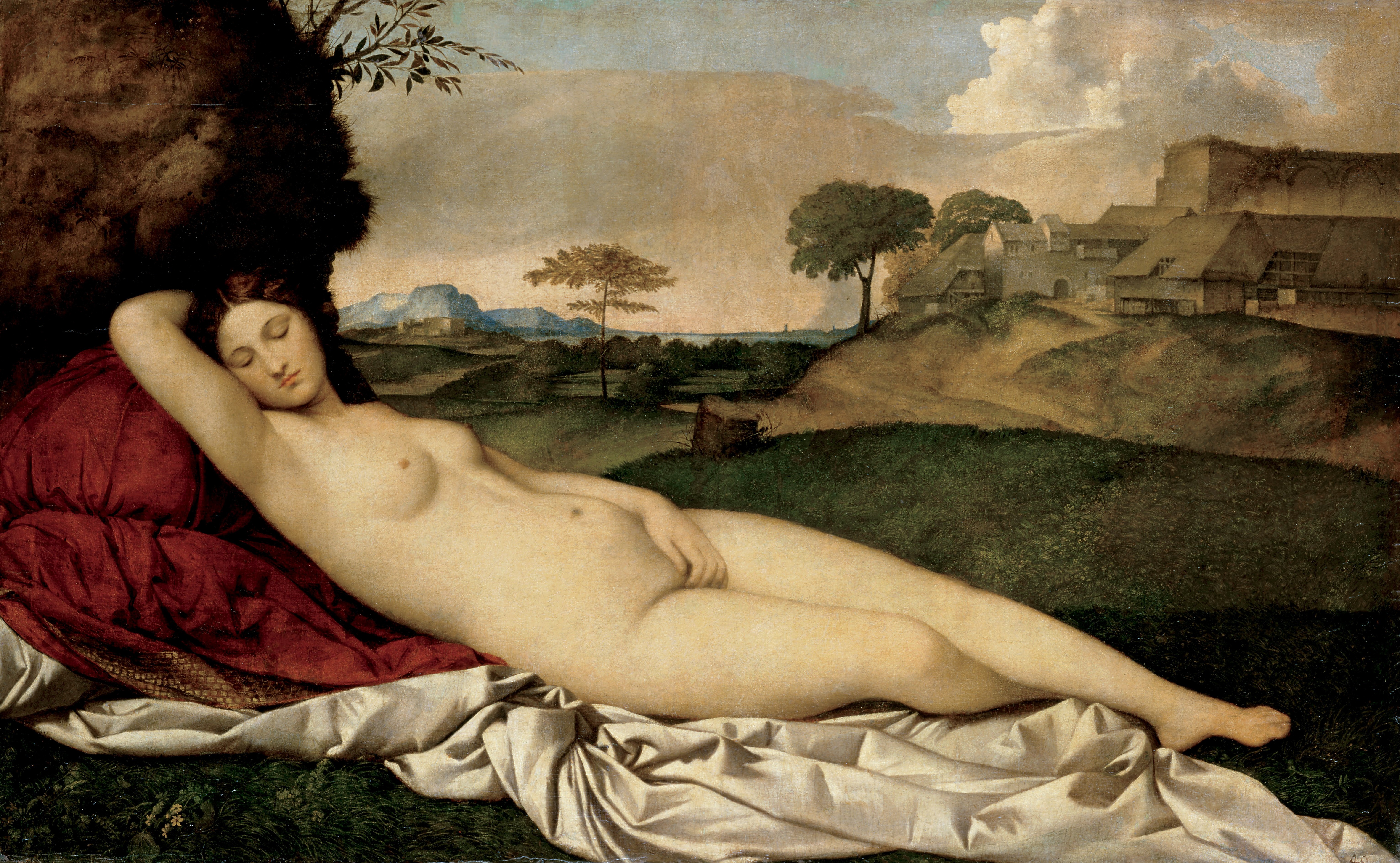
『眠れるヴィーナス』（1510年頃、ジョルジョーネ）

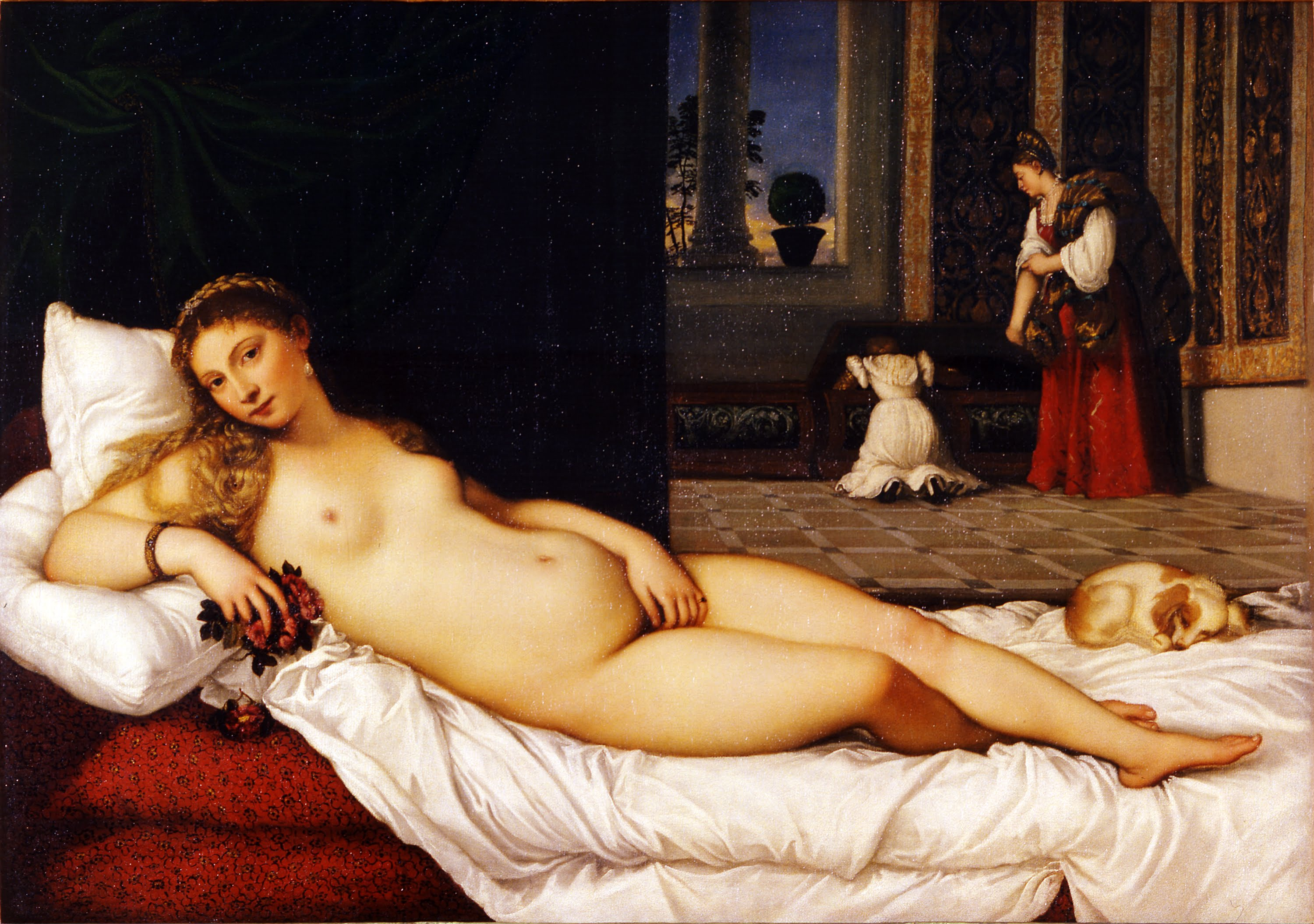
『ウルビーノのヴィーナス』（1534年頃、ティツィアーノ）

この作品は、ナポレオン・ボナパルトの妹でナポリ王妃のカロリーヌ・ボナパルトの依頼で描かれたもので、1814年に完成した。アングルはジョルジョーネの『眠れるヴィーナス』やティツィアーノの『ウルビーノのヴィーナス』からのインスピレーションを受けてこの作品を描いたが、主題となる裸婦のポーズはジャック＝ルイ・ダヴィッドの『レカミエ夫人の肖像』から取られている。
歪んだプロポーションをした、後ろ姿で物憂げなポーズを取るオダリスクが描かれている。小さな頭部、細長い手足、冷たい色調は、いずれもパルミジャニーノなどのマニエリスムの影響である。パルミジャニーノの『長い首の聖母』もまた、描かれた人物が解剖学的に異常な作品として有名である。
古典的な形式とロマン主義的なテーマを組み合わせた折衷的な作品であり、1814年に初公開されたときには激しい非難を受けた。批評家たちは、アングルは当時主流のスタイルに反抗する者だとみなした。アングルの同時代の人々は、この作品はアングルが新古典主義から脱却し、エキゾチックなロマン主義へ転換することを示すものだと考えていた。1819年に初めてサロン・ド・パリで公開されたとき、ある批評家は、「この作品には、骨も筋肉も、血も生命も、レリーフも、模倣を構成するものは何一つ存在しない」と評した。これは、「アングルは解剖学的なリアリズムを無視している」という一般的な見解を反映したものである。アングルは、曲線や官能性を表現するのに長い線を用い、また、ボリュームを抑えるために豊かで均一な光を用いることを好んだ。アングルは1820年代半ばまで、作品に対する批判を受け続けた。

## 解剖学的分析
この絵画が公開された当初から、この作品の女性は「椎骨が2・3個多い」ように描かれていると言われている。当時の批評家たちは、これはアングルのミスだと考えていたが、その後の研究で、これは意図的な歪みであることが示された。実際の女性のプロポーションを基にした計測により、この作品の人物像のような脊椎の湾曲と骨盤の回転は実現不可能であることが判明した。また、左腕は右腕よりも短く描かれていることもわかった。この研究では、この人物の脊椎は椎骨が2・3個どころか5個分長いとし、その過剰分は単に腰椎だけでなく骨盤領域と腰背部の長さに影響していると結論づけた。
この作品の別の解釈には、オダリスクの役目はスルタンの淫楽を満たすことであり、作中の人物の骨盤領域の歪みはアングルがその象徴として意図的にしたことではないかとするものがある。この作品は、官能的な女性の美しさを表現したものではあるが、一方で作中の女性の視線は「複雑な心理状態を反映している」とも「何の感情も表に出していない」とも言われている。加えて、視線と骨盤領域の間の距離は、この女性の思考や感情の深さや複雑な感情を物理的に表現しているのかもしれない。

## 影響
フランスの画家ジュール・フランドランは1903年に本作品の模写を作成し、現在、フランス・モントーバンのアングル美術館に展示されている。
1964年、フランスのアーティストのマルシャル・レイスが、『メイド・イン・ジャパン』シリーズの一作として、本作品をアメリカのポップアートの様式で再構成した"La Grande Odalisque"を発表した。
1985年、ペルーの画家ハーマン・ブラウン＝ベガは、この作品の舞台をペルーの草原に置き換えた作品"Pourquoi pas eux?"（フランス語で「なぜ彼らではないのか?」）を発表した。作中で、女性はペルーの子供たちの好奇の目にさらされている。作品について作者は、「この少年は、アングルの裸婦の膝に触れている。彼が気づいていなくても、これは西洋文化に触れているのだ」と述べ、このタイトルが文化の普及を提唱するものであることを示している。ブラウン＝ベガは2010年にも本作品を元にした作品"La ronde au crépuscule au bord du pacifique"を発表した。本作品では、『グランド・オダリスク』の他にマチスとピカソの作品に描かれた裸婦がペルーの海岸に出現し、ペルーの一般の人々から見られている様子が描かれている。

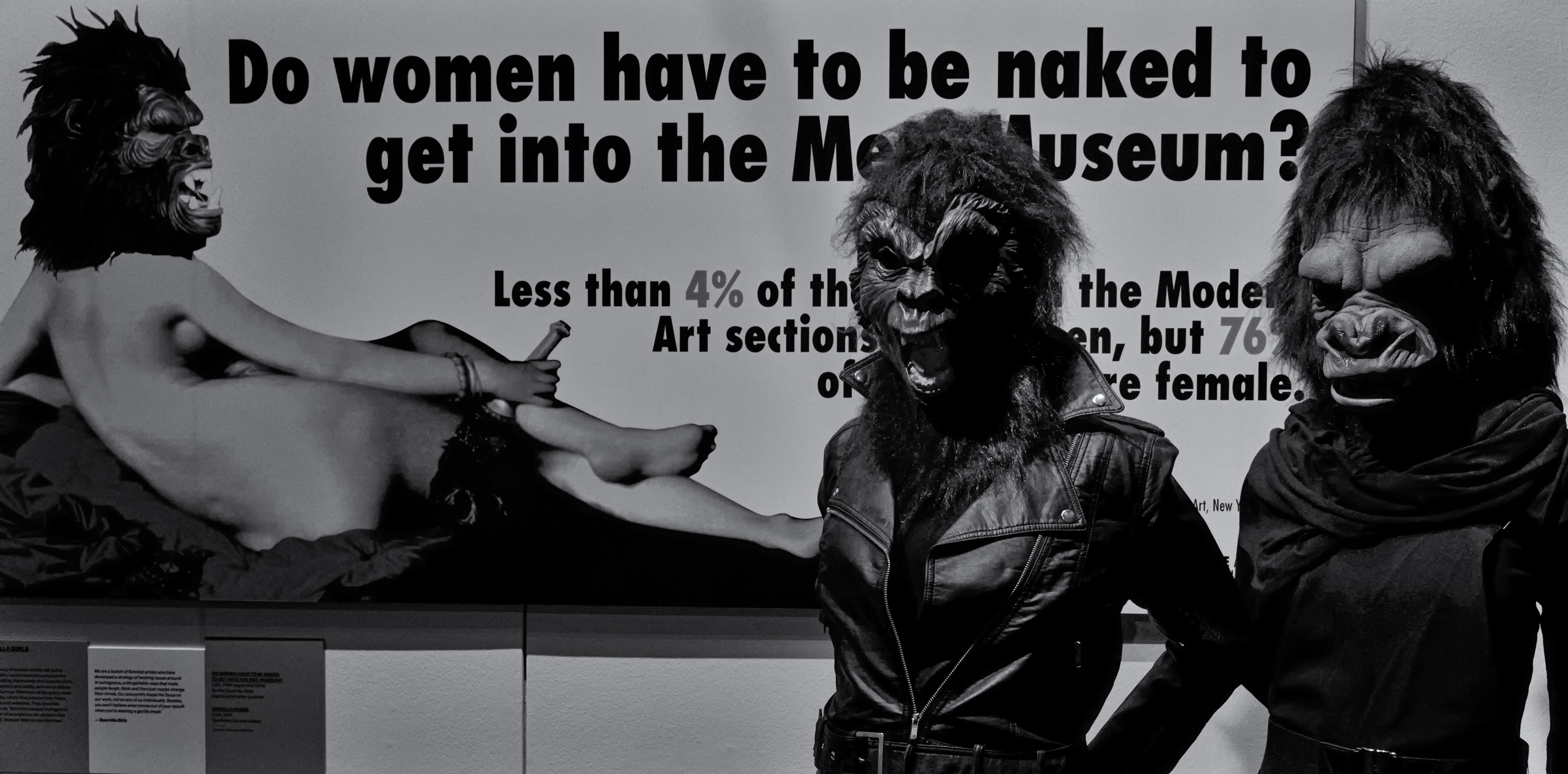
ゲリラ・ガールズと、『グランド・オダリスク』を使ったポスター

フェミニスト・アート集団のゲリラ・ガールズは、初めて制作したカラーポスターの象徴的なイメージとして本作品を採用した。このポスターでは、『グランド・オダリスク』の裸婦にゴリラの仮面を被せ、「女性がメトロポリタン美術館に入るには裸にならないといけないのか?」という疑問を投げかけた。